# Agon Mucolli
Agon Mucolli, född den 26 september 1998, är en albansk-dansk fotbollsspelare som spelar för Odense Boldklub i den danska superligan.
Mucolli är en mittfältare med stora offensiva förmågor. Han spelar både vid sidan och centralt på det offensiva mittfältet.

## Karriär

### Vejle Fotbollsklubb
Agon Mucolli kom till Vejle Boldklub som U14-spelare i 2012 från Fredericia IF. I karriärens begynnelse var han försvarare, men då han kom till Vejle Boldklub blev han placerad längre tillbaka på fältet och blev på U17- och U19-nivåerna ofta använt som nummer 10 på det offensiva mittfältet.
Den 9 januari 2019 upphävde Vejle Boldklub kontraktet med Agon Mucolli.

### Debutsäsong
Han fick sin seniordebut som 16-åring i en pokalmatch mot Middelfart Boldklub den 4 augusti 2015. Mucolli kom på fotbollsplanen efter 81 minuters speltid vid poängställningen 1-1 vid den ordinarie speltiden. Matchen gick i straffläggning och här fick Mucolli ansvaret för att göra en spark. Han gjorde mål vid straff på ett sätt som i fotbollssammanhang kallas en ”Panenka”.